# Social revolution
Med social revolution menas vanligtvis en hastig och genomgripande samhällsförändring. Ordet har ingen entydig definition och används på olika sätt i olika politiska och vetenskapliga sammanhang.Ofta avser det en kommunistisk eller socialistisk revolution. Franska revolutionen har beskrivits som en social revolution, och begreppet har också kommit till användning i samband med samhällsomvandlingar i Latinamerika.
Inom frihetlig socialism och anarkism är social eller folklig revolution en revolution som genomförs nerifrån och upp, till skillnad från exempelvis avantgardism inom revolutionär marxism.[källa behövs] Autokratier som bildas genom våldsamma sociala revolutioner kan överleva länge genom inre härdande av makten, som en reaktion på yttre hot samt undanröjandet av alternativa maktkretsar.